# Glutathionsynthase
Die Glutathionsynthase (GSH-S) ist das Enzym des Glutathion-Stoffwechsels, das den zweiten Schritt der Glutathionsynthese katalysiert. Glutathionsynthase ist in den meisten Eukaryoten und Bakterien im Zytosol lokalisiert, und findet sich in Pflanzen im Zytosol und in Plastiden. Beim Menschen können Mutationen im GSS-Gen zu einem Mangel im Enzym führen, der leichte und schwere Verlaufsformen hat (hämolytische Anämie).

## Biochemie
Die Glutathionsynthase katalysiert die Bildung einer Peptidbindung zwischen der Carboxygruppe eines γ-Glutamylcysteinmoleküls und der Aminogruppe  eines Glycinmoleküls, wobei Glutathion gebildet wird. Die Reaktion ist mit der Spaltung eines Moleküls Adenosintriphosphat (ATP) zu Adenosindiphosphat (ADP) und Phosphat gekoppelt.
Das Enzym wird durch seine Produkte inhibiert (negative Rückkopplung).

## Struktur
Die Glutathionsynthase ist als Homodimer aktiv. Aufgrund von Sequenzvergleichen können zwei Typen unterschieden werden, die in Eukaryoten bzw. in Cyanobakterien, Alpha- und Gamma-Proteobakterien vorkommen.
In Streptokokken kommt darüber hinaus ein Gen vor, das für ein Protein codiert, welches die Aktivitäten von Glutathionsynthase und Glutamatcysteinligase vereinigt, also die gesamte Synthese von Glutathion aus den Aminosäuren katalysieren kann.